# Сааль (держава)
Саальське царство — маянська держава на території сучасного департаменту Петен (Гватемала), неподалік від кордону з Белізом. Утворилася наприкінці IV століття. Тривалий час була боролося за панувала в регіоні, втім зазнало поразки у середині VIII ст., зрештою у 2-й половині IX ст. повністю занепало і припинило своє існування.

## Заснування. Боротьба з К'анту
Формування державності відбувалося навколо поселень Машам та Вакчабн'аль, що згодом поєднались в одне (нині має назву Наранхо), яке лежало в межиріччі річок Хольмуль і Мопан, що забезпечувало його жителям вільний доступ до родючих долин. Про ранню історію Саальського царства відомо замало. Відповідно до місцевої традиції заснування династії приписувалося міфічному предку на ім'я Ік'-Мін. У 259 році до н. е. його нащадок Пуй-Пуй-Ахав заснував Машам.
Про перших історичних правителів Салля збереглося мало відомостей. Першим відомими ахавом (царем) є Цік'ін-Б'алам, що правив на початку V ст. Про подальших володарів відомі натепер лише окремі моменти: між 458 та 498 роками правив Наац-Чан-Ак, на початку VI ст. — Тахаль-Чаак. Про їхню діяльність відомо замало, знано, що в цей період Саальське царство підтримувало союзницькі відносини з Мутульським царством, скріплені династичними шлюбами. Втім, уже до 540 року Сааль визнає зверхність Канульського царства. Водночас стикається з амбіціями царства К'анту.
В часи царя Ах-Восаль-Чан-К'ініча починається розбудова столиці, водночас при підтримці канульських військ забезпечується захист від ворожих сусідів. Зі смертю останнього десь після 615 року становище Сааля погіршується, що відбувається на внутрішній боротьбі. Між Ах-Восаль-Чан-К'інічем (546 — бл.615) і К'ак'-Тілів-Чан-Чааком на саальському троні встигли побувати ще два правителя (К'ушах і К'ак'-…-Чан-Чаак). Від їх царювання збереглося мало свідчень, що пояснюється поразками Сааля у війнах зі своїм південним сусідом і конкурентом K'анту, якого підтримало Канульське царство.
Перша війна з K'анту почалася в 626 році. Боротьба точилася за місцину під назвою «Пагорби Ко». У 626—627 роках війська саальського царя зазнали поразок. Вважається, що при цьому істотно допомогла царю К'анту канульська армія. У 630 році саальському війську вдалося завдати відчутної поразки ворогові, проте у 631 році було захоплено столицю держави Вакчаб'наль, а цар К'ушах загинув.
Після цього протягом більш ніж 40 років цар К'ак'-…-Чан-Чаак збирався із силами для відновлення столиці та війська. Зрештою у 680 році вдалося завдати поразки царству К'анту, столицю якого Хуш-Віц було захоплено. Втім, супротивник Саальського царства зумів оговтатися, утворити коаліцію разом з Канульським та іншими сусідніми царствами й завдати нищівної поразки саальцям. В результаті цього в Саалі вибухнула династична криза. Між 680 і 682 роками місцева династія обривається.

## Піднесення
На тривалий час Саальське царство визнає зверхність царів Кануля. З середини 680-х років встановлюється фактична влада Іш-Вак-Чан-Ахав, представниці династії з Південного Мутульського царства, що вийшла заміж за представника місцевої знаті: спочатку при чоловікові як співволодарка, потім при синові (з 693 року) К'ак'-Тілів-Чан-Чааку як регентша. При підтримці свою Канульського царства відбувається розширення впливу Сааля. Протягом 693 року переможено невеличкі царства К'інчількаб, Тууб'аль, Б'італь. Слідом за цим розпочалася війна з Мутульським царством, в якій 695 року здобуто перемогу. Слідом за цим до військ Сааля приєдналася армія Канульського царства, але об'єднані сили вже у серпні того ж року зазнали нищівної поразки.
Втім, саальський правитель зумів зберегти свою військову потугу: Іш-Вак-Чан- Ахав продовжила свої щорічні походи. У 696 році здобута перемога над царства (назву їх ще не прочитано), 698 року вдруге переможено царство К'інчількаб, а трохи згодом того ж року — царство К'анвіц.
З 706 року починається новий етап військових походів. Того року було переможено царство Йооц' (північно-східний Петен). Після цього за метою поставлено підкорення царства Яша' (відоме зараз як Яшха). З ним війна почалася у 710 році. Протягом 3 місяців суперника було переможено й захоплено саме місто Яша'. Тут був посаджений представник знатного роду, бічної лінії саальських правителів. У квітні 711 року ахав К'ак'-Тілів-Чан-Чаак підпорядкував царство Сакхі ', розташоване на південь від озера Яшха. Сааль тепер контролював значну територію. Правителі Йооц'а і К'анвіца, які запанували в 712 році, визнавали К'ак'-Тілів-Чан-Чаака своїм сюзереном. Саальский вплив зберігся в царстві Тууб'аль. При цьому саальський цар скинув свою залежність від Канульського царства. В ознаменування своїх перемог цар Сааля включив до своєї титулатури епітет «вук-цук», що значило «Сім Частин», яке було стародавньою назвою всього Східного Петена.
До кінця 720-х років успішні походи тривали. На цей час столиця держави — Вакчаб'наль — перетворилася на третє за розміром місто Петена з населенням до 10 000 осіб. Саме царство стало одним з найсильніших серед держав мая.

## Послаблення і занепад
У 740-х роках проти Саальського царства виступила коаліція держав на чолі з Мутулєм. У 744 році саальські війська зазнали поразки, а їхній очільник — ахав Яш-Майуй-Чан-Чаак потрапив у полон і загинув. Ця поразка призвела до фактичного розпаду Сальського царства й появи на його території низки самостійних держав. Боротьбу проти мутульського царства вів далі Вілан-Чак-Ток-Ваїб, представник саальської династії і правитель Хольмуля. У грудні 748 року його було розбито і взято в полон.
У самому Вакчаб'налі після війни тривалий час не було царя. Наступний ахав К'ак'-Їпіій-Чан-Чаак запанував 746 року. Він та його наступники К'ак'-Укалав-Чан-Чаак і К'ех-…ль-К'авііль перебували під суворим контролем володарів Мутуля. Наприкінці 770-х років саальська армія діяла в інтересах свого зверхника, підкорюючи дрібні царства (Б'італь, Тууб'аль).
З середини 780-х років були спроби відновити потугу. Перші кроки в цьому напрямі зробив ахав Іцамнаах-К'авііль. У 799 році завдав поразки царству Яша'. Втім, уже за наступного правителя Вашаклахуун-Уб'аах-К'авііля увага переноситься із зовнішньої на внутрішню політику. Після 830 року царство остаточно занепало.
Про останнього відомого володаря — К'ак'так-Чан-Чаакі — збереглася лише згадка на вівтарі 842 року. У 2-й половині IX ст. Вакчаб'наль перетворився у безлюдні руїни. Висловлювалося припущення, що саальські царі перенесли свою столицю в Шунантуніч, розташований за 13 км на південний схід від Вакчаб'наля, правителі якого використовували «емблемний ієрогліф» Сааля. Водночас більшість дослідників вважає, що там правила одна з гілок саальської династії, яка в міру ослаблення центральної влади заявила про свої домагання на царський титул. Втім, і там було втрачено державність одночасно з Вакчаб'налєм.